# EDGE Group
Die EDGE Group PJSC (arabisch مجموعة إيدج) ist ein Rüstungskonzern im Staatsbesitz der Vereinigten Arabischen Emirate mit Sitz in Abu Dhabi.
Zu dem 2019 gegründeten Konzern gehören mehr als 20 Unternehmen, unter anderem der Militärfahrzeughersteller NIMR Automotive sowie der Waffenhersteller Caracal International mit seinen Tochtergesellschaften Merkel Jagd- und Sportwaffen und C. G. Haenel.